# 2014CCTV体坛风云人物评选
2014CCTV体坛风云人物评选，是中国中央电视台为表彰2014年度中国体育人物而举办的评奖活动。2014年9月9日在北京梅地亚中心正式启动。本次颁奖典礼的主题是“体育的力量”，2014年11月进行初评，2014年12月下旬举行提名奖揭晓仪式。2015年2月1日晚，颁奖典礼在北京万事达中心举行，主持人为张斌、童可欣。2014年度评选活动取消了2008年设立的“年度特别贡献奖”，改为设置“年度突破奖”。

## 组织机构
- 主办: 中央电视台
- 承办: 中央电视台体育频道
- 协办: 中视体育娱乐有限公司、中国网络电视台

## 提名名单
按现场颁奖顺序先后排列
     为最终获奖者
| 奖项               | 姓名                        | 项目                       | 开、颁奖嘉宾   |
| ------------------ | --------------------------- | -------------------------- | -------------- |
| 最佳新人           | 袁心玥                      | 排球                       | 郑智           |
| 最佳新人           | 刘洋                        | 体操                       | 郑智           |
| 最佳新人           | 徐诗霖                      | 网球                       | 郑智           |
| 最佳新人           | 陈欣怡                      | 游泳                       | 郑智           |
| 最佳新人           | 沈铎                        | 游泳                       | 郑智           |
| 未名人士体育精神奖 | 代建荣                      | 昆明新萌学校体育教师       | 夏雨、蒋效愚   |
| 未名人士体育精神奖 | 蔡仙惠                      | 山东省枣庄市老年健身带头人 | 夏雨、蒋效愚   |
| 未名人士体育精神奖 | 陈文斌                      | 厦门禾山中学体育教师       | 夏雨、蒋效愚   |
| 未名人士体育精神奖 | 邓世俊                      | 武汉万松园路小学体育教师   | 夏雨、蒋效愚   |
| 未名人士体育精神奖 | 田同生                      | 马拉松推广者               | 夏雨、蒋效愚   |
| 最佳组合           | 陈时伟/谢震业/苏炳添/张培萌 | 田径                       | 白岩松、林丹   |
| 最佳组合           | 刘秋宏/孔雪/范可新/韩雨桐   | 短道速滑                   | 白岩松、林丹   |
| 最佳组合           | 黄雪辰/孙文雁               | 花样游泳                   | 白岩松、林丹   |
| 最佳组合           | 谢淑薇/彭帅                 | 网球                       | 白岩松、林丹   |
| 最佳组合           | 徐嘉余/李响/李朱濠/宁泽涛   | 游泳                       | 白岩松、林丹   |
| 残疾人体育精神奖   | 中国女子轮椅篮球队          | 轮椅篮球                   | 侯斌、王梅梅   |
| 残疾人体育精神奖   | 黄丽莎                      | 田径                       | 侯斌、王梅梅   |
| 残疾人体育精神奖   | 林福荣                      | 游泳                       | 侯斌、王梅梅   |
| 残疾人体育精神奖   | 马振杰                      | 健身                       | 侯斌、王梅梅   |
| 残疾人体育精神奖   | 许庆                        | 游泳                       | 侯斌、王梅梅   |
| 年度突破奖         | 张虹                        | 速度滑冰                   | 叶乔波、曲道奎 |
| 年度突破奖         | 陈时伟/谢震业/苏炳添/张培萌 | 田径                       | 叶乔波、曲道奎 |
| 年度突破奖         | 李金哲                      | 田径                       | 叶乔波、曲道奎 |
| 年度突破奖         | 中国男子国际象棋队          | 国际象棋                   | 叶乔波、曲道奎 |
| 年度突破奖         | 中国花样游泳队              | 花样游泳                   | 叶乔波、曲道奎 |
| 最佳非奥项目运动员 | 陈盆滨                      | 极限马拉松                 | 叶江川、郭川   |
| 最佳非奥项目运动员 | 侯逸凡                      | 国际象棋                   | 叶江川、郭川   |
| 最佳非奥项目运动员 | 宋坤                        | 航海                       | 叶江川、郭川   |
| 最佳非奥项目运动员 | 郭丹                        | 轮滑                       | 叶江川、郭川   |
| 最佳非奥项目运动员 | 丁俊晖                      | 台球                       | 叶江川、郭川   |
| 最佳女运动员       | 李娜                        | 网球                       | 李玲蔚、魏纪中 |
| 最佳女运动员       | 周洋                        | 短道速滑                   | 李玲蔚、魏纪中 |
| 最佳女运动员       | 张虹                        | 速度滑冰                   | 李玲蔚、魏纪中 |
| 最佳女运动员       | 姚金男                      | 体操                       | 李玲蔚、魏纪中 |
| 最佳女运动员       | 叶诗文                      | 游泳                       | 李玲蔚、魏纪中 |
| 最佳教练           | 郎平                        | 排球                       | 王义夫、王皓   |
| 最佳教练           | 叶瑾                        | 游泳                       | 王义夫、王皓   |
| 最佳教练           | 李琰                        | 短道速滑                   | 王义夫、王皓   |
| 最佳教练           | 叶江川                      | 国际象棋                   | 王义夫、王皓   |
| 最佳教练           | 卡洛斯                      | 网球（李娜的教练）         | 王义夫、王皓   |
| 最佳男运动员       | 宁泽涛                      | 游泳                       | 姚明、杨扬     |
| 最佳男运动员       | 张继科                      | 乒乓球                     | 姚明、杨扬     |
| 最佳男运动员       | 李金哲                      | 田径                       | 姚明、杨扬     |
| 最佳男运动员       | 林丹                        | 羽毛球                     | 姚明、杨扬     |
| 最佳男运动员       | 廖辉                        | 举重                       | 姚明、杨扬     |
| 最佳团体           | 中国女子排球队              | 排球                       | 杨建民、荆木春 |
| 最佳团体           | 中国男子国际象棋队          | 国际象棋                   | 杨建民、荆木春 |
| 最佳团体           | 中国花样游泳队              | 花样游泳                   | 杨建民、荆木春 |
| 最佳团体           | 中国男子体操队              | 体操                       | 杨建民、荆木春 |
| 最佳团体           | 中国跳水队                  | 跳水                       | 杨建民、荆木春 |
| 评委会大奖         | 李娜                        | 网球                       |                |